# چنارکل
چنارکل، روستایی از توابع بخش پاپی شهرستان خرم‌آباد در استان لرستان ایران است.این روستا روستای طائفه زهره از ایل پاپی و سادات تیره خلفوند می باشد که بعدها تعداد دیگری از پاپی ها نیز به آنجا مهاجرت کردند، آب و هوای سرد و مرطوب دارد و بسیار سرسبز و بکر بوده و منطقه توریستی محسوب می‌شود.این روستا در مجاورت بخش کاکاشرف و ده نوش آباد و در پایه ی کوکِلا قرار دارد. مردم این روستا بیشتر به زبان لری بالاگریوه ای صحبت می‌کنند.طایفه های ناصرپور،سادات خلفوند،بیشترین سکونت را در این روستا دارند. باغات گیلاس، زردآلو، گردو، سیب و انجیر در کنار درختان پر تعداد بلوط نمای خاصی را به این روستا بخشیده اند. این روستا در فصل بهار طبیعتی در حد شمال کشور دارد. این روستا منبع گیاهان کوهی مثل فیاله، ریواس،موسیر،سیرکوهی، پونه وحشی،کاسنی و ده ها گیاهان دارویی و خوراکی است. در این روستا جاندارانی مانند گراز، خرگوش صحرایی، شغال،سمور،انواع مار، روباه و جوجه تیغی و پرندگانی مانند عقاب، شاهین، کلاغ و کبوتر صحراییو... به وفور یافت می‌شود.طایفه بزرگ مناصر.....یاسین ناصرپور

## جمعیت
این روستا در دهستان کاکاشرف قرار دارد و براساس سرشماری مرکز آمار ایران در سال 1395، جمعیت آن 971 نفر (220خانوار) بوده‌است.

## ویژگی های جغرافیایی
روستای توریستی و گردشگری و بکر چنارکل در دامنه کوهستان کوکِلا و در 25 کیلومتری جنوب شرقی شهرستان خرم آباد واقع شده است. برای رفتن به این روستای بکر که دارای چشمه سار های فراوان است کافی است از کمربندی شهر خرم آباد به سمت پل بابا حسین رفت و سپس از آنجا به سمت بخش کاکاشرف و بعد به سمت روستای چنارکل سفر کنید. خانه های این روستا به طور پراکنده پخش شده اند و در یک منطقه ثابت قرار نگرفته اند. درختان بلوط پرتعداد درکنار درختان میوه انجیر، هلو، زردآلو، گردو و مزارع گندم، جو، برنج، زعفران قرار گرفته اند. تا روستای چنارکل جاده کاملاً آسفالته وجود دارد. این روستا زمستان‌هایی سرد و برفی و تابستان‌هایی خنک و معتدل دارد. کمتر گردشگری تا به امروز به این روستا سفر کرده است ولی مقصدی بکر برای گردشگران به شمار می‌رود.